# Justyna Pilarska
Justyna Alina Pilarska – polska pedagożka, jakościowa badaczka terenowa, wykładowczyni Uniwersytetu Wrocławskiego.

## Życiorys
Justyna Pilarska ukończyła studia magisterskie w zakresie pedagogiki w Instytucie Pedagogiki Uniwersytetu Wrocławskiego (2001–2006). Studiowała także cywilizacje i kultury Bliskiego i Środkowego Wschodu w Instytucie Orientalistyki Uniwersytetu Jagiellońskiego. W latach 2008–2012 odbyła studia doktoranckie na Uniwersytecie Wrocławskim, zakończone obroną napisanej pod kierunkiem Alicji Szerląg dysertacji Tożsamość współczesnych Bośniaków jako kapitał dla edukacji międzykulturowej. W 2022 uzyskała habilitację. Odbyła także studia podyplomowe tłumaczenia prawno-ekonomiczne w biznesie, język angielski w Wyższej Szkole Bankowej we Wrocławiu (2009) oraz studia podyplomowe w zakresie kształtowania przestrzeni miejskiej w Instytucie Badań Przestrzeni Publicznej Akademii Sztuk Pięknych w Warszawie (2016–2017). Ukończyła z wyróżnieniem międzyinstytucjonalne studia podyplomowe Archi :kultura – edukator architektoniczny (2022–2023).
W 2012 rozpoczęła pracę w Zakładzie Edukacji Międzykulturowej i Badań nad Wsparciem Społecznym Instytutu Pedagogiki Wydziału Nauk Historycznych i Pedagogicznych Uniwersytetu Wrocławskiego. Od lipca 2024 profesor Uniwersytetu Wrocławskiego.
Jej zainteresowania naukowe obejmują m.in.: edukację międzykulturową, wielokulturowość,  Sarajewo, synkretyzm wyznaniowy Japonii i japońską kulturę przestrzenną, pedagogikę miasta, metody jakościowe. Od 2001 odbyła szereg wizyt studyjnych w Bośni i Hercegowinie oraz Japonii (Tokyo Metropolitan University) - stypendystka programu Academic Staff Exchange Program. 
Członkini Sekcji Metodologii Badań Pedagogicznych Komitetu Nauk Pedagogicznych Polskiej Akademii Nauk oraz Intercultural Education Society of Japan.

## Publikacje książkowe
- Justyna Pilarska: Wielowymiarowa tożsamość współczesnych Bośniaków. Wrocław: Oficyna Wydawnicza Atut – Wrocławskie Wydawnictwo Oświatowe, 2014. ISBN 978-83-7977-061-8. Brak numerów stron w książce
- Justyna Pilarska: Sarajewo jako locus educandi : studium przypadku. Kraków: Impuls, 2021. ISBN 978-83-66990-14-2. Brak numerów stron w książce